# ماريا أنطونيا هيريرو
ماريا أنطونيا هيريرو (بالإسبانية: María Antonia Herrero)‏ هي باحثة وكيميائية إسبانية، ولدت في 1978 في إسبانيا.